# ActivityPub
ActivityPub és un protocol obert i descentralitzat de xarxes socials basat en el protocol ActivityPump de Pump.io. Proporciona una API client/servidor per crear, actualitzar i suprimir contingut, així com una API federada de servidor a servidor per a proporcionar notificacions i contingut.

## Estat del projecte
ActivityPub és un estàndard per a Internet al Grup de Xarxes Socials del World Wide Web Consortium (W3C). Anteriorment, el nom del protocol era ActivityPump, però es va considerar que ActivityPub expressava millor el propòsit de publicació creuada que caracteritza el protocol. Va aprendre de les experiències amb l'estàndard anterior anomenat OStatus.
El gener de 2018, el W3C va publicar l'estàndard ActivityPub com a recomanació.
El Grup de Comunitats Socials del W3C organitza una conferència anual gratuïta sobre el futur de l'ActivityPub.
L'antic gestor de la comunitat de Diaspora, Sean Tilley, va escriure un article que suggereix que els protocols d'ActivityPub poden proporcionar una manera de federar plataformes d'Internet.

## Implementacions notables

### Protocol federat (de servidor a servidor)
- Friendica, un programari de xarxes socials, implementa ActivityPub des de la versió 2019.01.[7]
- Mastodon, un programari de xarxes socials, va implementar ActivityPub a la versió 1.6, llançada el 10 de setembre de 2017. Es pretén que ActivityPub ofereixi més seguretat per als missatges privats que l'anterior protocol, OStatus.[8]
- Nextcloud, un servei federat per a l'allotjament de fitxers.[9]
- PeerTube, un servei federat per a la transmissió de vídeo.[8]
- Pixelfed, un programari de xarxes socials semblant a Instagram, implementa ActivityPub.[10]
- Mobilizon, un servei federat que permet crear grups, pàgines públiques i esdeveniments.